# دکس مکارتی
دکس مکارتی (انگلیسی: Dax McCarty؛ زادهٔ ۳۰ آوریل ۱۹۸۷) یک بازیکن فوتبال اهل ایالات متحده آمریکا است.
وی همچنین در تیم ملی فوتبال ایالات متحده آمریکا بازی کرده است.